# 巴叙
巴叙（法語：Bassu，法語發音：[basy]）是法国马恩省的一个市镇，属于维特里勒弗朗索瓦区。

## 地理
巴叙（48°49'58"N, 4°41'35"E）面积10.29 平方千米，位于法国大東部大區马恩省，该省份为法国东北部内陆省份，北起阿登省，西北接埃纳省，西南接塞纳-马恩省，南至奥布省，东南接上马恩省，东临默兹省。
与巴叙接壤的市镇（或旧市镇、城区）包括：瓦诺勒沙泰勒、巴叙埃、瓦勒德维耶尔、香槟地区利斯、小瓦夫赖。

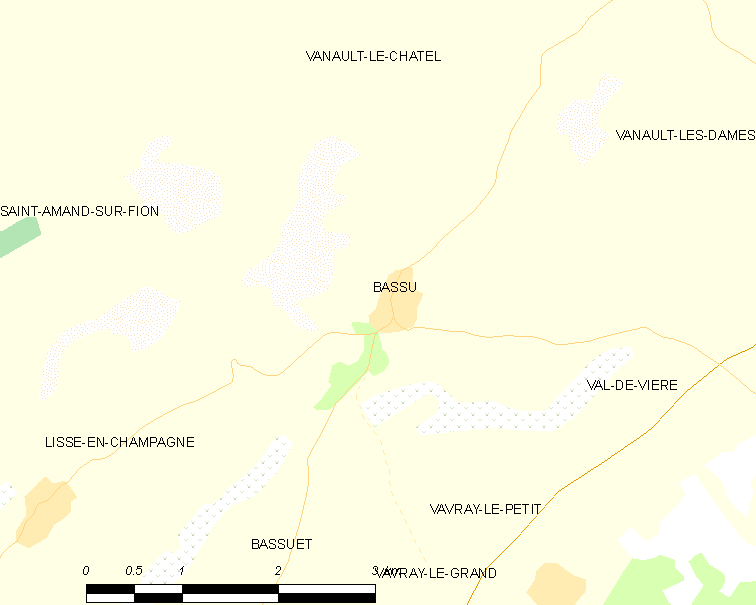
巴叙的OSM定位图

巴叙的时区为UTC+01:00、UTC+02:00（夏令时）。

## 行政
巴叙的邮政编码为51300，INSEE市镇编码为51039。

## 政治
巴叙所属的省级选区为塞迈兹莱班县。

## 人口

1962-2008年间巴叙人口变化图示

巴叙于2022年1月1日时的人口数量为94人。